# Den Hellige Teresas ekstase
Den Hellige Teresas ekstase (Skt. Teresa i ekstase) er den centrale marmorgruppe i et skulpturelt kompleks af Giovanni Lorenzo Bernini til Cornaro-kapellet i Santa Maria della Vittoria i Rom. Det er et af den højromerske baroks skulpturelle mesterværker.
Skulpturgruppens motiv er en episode, som den spanske karmeliternonne, mystiker og reformator Teresa af Ávila beskrev i sin selvbiografi. En engel viste sig for hende og gennemborede hendes hjerte med et spyd.